# Indische Languren
Die Indischen Languren (Semnopithecus) sind eine Primatengattung aus der Gruppe der Schlankaffen innerhalb der Familie der Meerkatzenverwandten (Cercopithecidae). Sie werden in zwei Untergattungen unterteilt, Semnopithecus mit sechs Arten, im Deutschen als Hanuman-Languren, Hulmane oder Graue Languren bezeichnet, und die Violettgesichtigen Languren (Kasi) mit zwei Arten, in Südindien und auf Sri Lanka. Hanuman-Languren zählen als Kulturfolger und heilige Tiere zu den bekanntesten Affenarten Indiens. Benannt sind sie nach Hanuman, einem indischen Gott in Affengestalt. 

## Verbreitung
Das Verbreitungsgebiet der Indischen Languren ist der indische Subkontinent, es reicht von Pakistan über Indien, Sri Lanka und die südliche Himalaya-Region bis Bangladesch.

## Beschreibung
Hanuman-Languren sind eher große, schlank gebaute Tiere. Ihr Fell ist an der Oberseite grau gefärbt, die Unterseite ist weißlich oder orangegelb. Das schwarze oder violette Gesicht ist haarlos und hat ausgeprägte Überaugenwülste. Es wird von einem weißlichen Haarkranz umgeben. Diese Tiere erreichen eine Kopf-Rumpf-Länge von 40 bis 78 Zentimetern; der Schwanz ist länger als der Körper und kann bis zu 110 Zentimetern lang werden. Mit einem Gewicht von bis zu 23 Kilogramm bilden sie die schwerste Langurengattung.

## Lebensweise

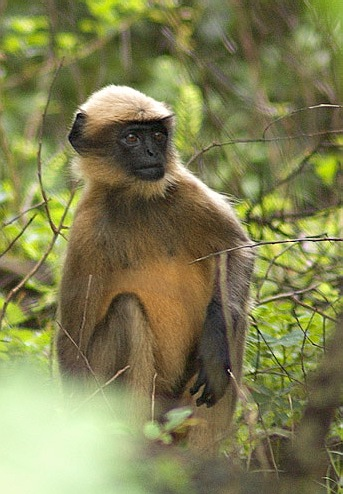
Schwarzfüßiger Hanuman-Langur (S. hypoleucos)

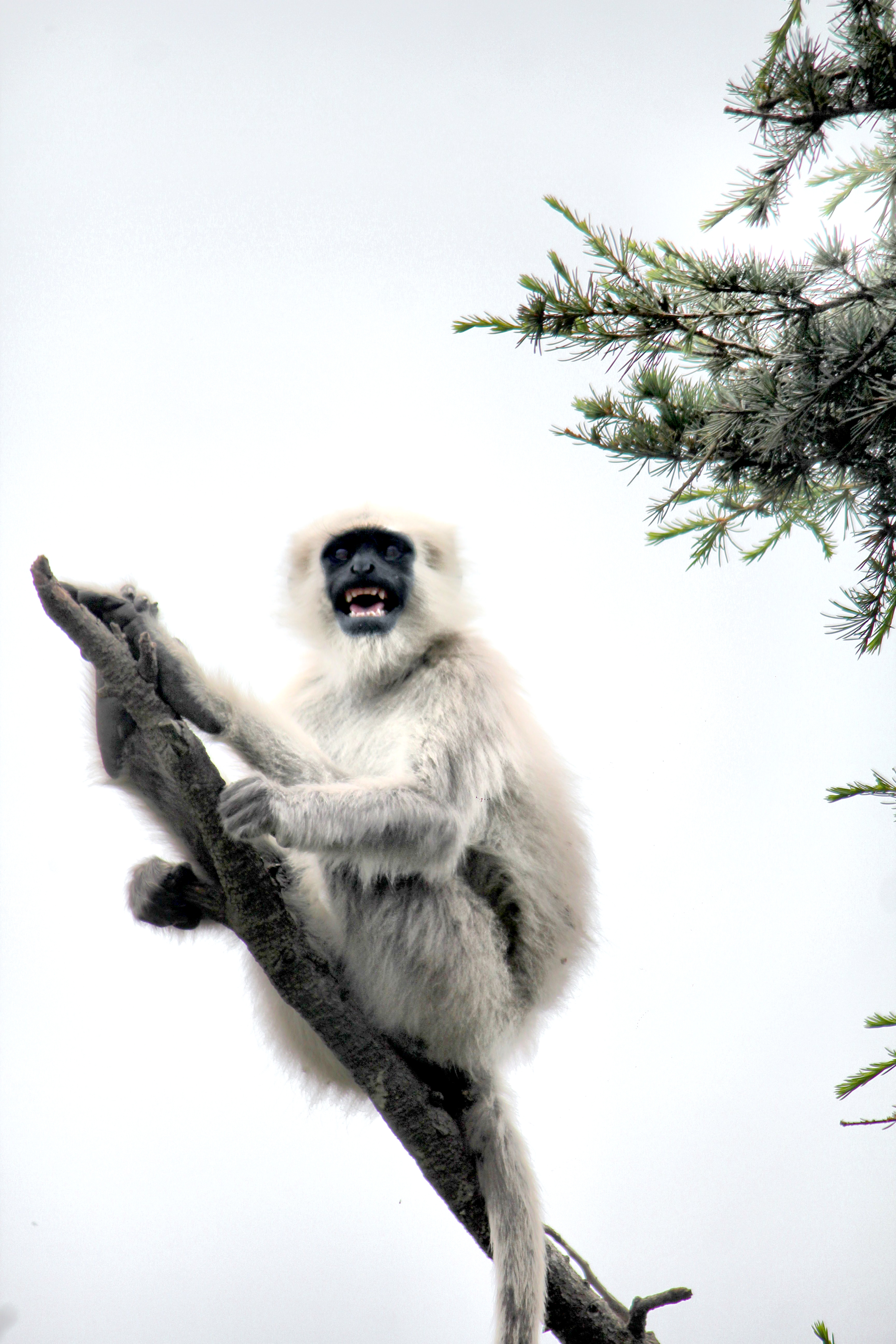
Nepalesischer Hanuman-Langur (S. schistaceus) in Shimla, Himachal Pradesh

Hanuman-Languren kommen in zahlreichen Habitaten vor, sowohl in Halbwüsten als auch in Grasländern, tropischen Regenwäldern und Gebirgen bis zu einer Höhe von 4000 Metern. Auch in vielen Städten und Tempeln sind sie ein gewohnter Anblick. Diese Tiere sind von allen Schlankaffen die am ehesten an das Bodenleben angepassten Tiere. In Bäumen klettern sie geschickt. Sie können Distanzen von zehn Metern springend zurücklegen, wobei der lange Schwanz der Balance dient. Am Boden bewegen sie sich auf allen vieren fort.
Es handelt sich um tagaktive Tiere, der Schwerpunkt ihrer Aktivität liegt am frühen Morgen und am Nachmittag. Wie andere Blätterfresser kompensieren sie den geringen Nährwert ihres Fressens durch lange Ruhepausen, so zum Beispiel durch ein langes Mittagsschläfchen.
Indische Languren leben in Gruppen. Die häufigste Form ist die Harems- oder Einmanngruppe, in der ein einziges Männchen, mehrere Weibchen und deren Jungtiere zusammenleben. Es gibt auch gemischte Gruppen, in denen sich rund doppelt so viele Weibchen wie Männchen finden. 
Die Gruppenform hängt zum Teil von der Bevölkerungsdichte im betreffenden Gebiet ab. In dichter besiedelten Gebieten sind kleinere Haremsgruppen häufiger, in dünn besiedelten Regionen größere gemischte Gruppen. 
Eine dritte Form, die unabhängig von den anderen vorkommt, sind die reinen Männchengruppen, also Männchen, die bei Erreichen der Geschlechtsreife ihre Geburtsgruppe verlassen mussten. Solche Männchengruppen umfassen Tiere jeden Alters, manche verbringen ihr ganzes Leben darin. In jeder Gruppenform etablieren die Männchen eine strenge Rangordnung. Pro Gruppe leben im Schnitt 13 bis 40 Tiere. Berichte über Gruppen von 100 Tieren und mehr dürften eher Verbände von mehreren Gruppen beschreiben.
Haremsgruppen werden vom Alphamännchen angeführt und geleitet, im Durchschnitt kommt es alle zwei Jahre zum Wechsel des Haremsführers. Männchengruppen streifen durch die Territorien der Haremsgruppen und versuchen, das Alphatier zu vertreiben. Gelingt dies, übernimmt das ranghöchste Männchen der Junggesellengruppe die Führungsrolle bei den Weibchen. 
In diesem Fall kommt es oft zum Infantizid: das neue Männchen tötet alle noch gesäugten Jungtiere, die sein Vorgänger gezeugt hat; bereits entwöhnte Jungtiere müssen schlagartig die Gruppe verlassen. Da das Männchen nicht allzu viel Zeit hat, bevor es wieder von der Haremsspitze verdrängt wird, muss es schnell Nachkommen zeugen. Der Sinn der Kindstötungen liegt darin, dass die Weibchen, sobald sie kein Kind mehr säugen, viel schneller wieder empfängnisbereit werden; so erhöht das neue Alphamännchen seine Chancen auf eigenen Nachwuchs.
Haremsgruppen begegnen einander meist friedlich, Junggesellengruppen werden von anderen oft misstrauisch beäugt und verjagt, wohl aufgrund der Angst vor Konkurrenz durch die Männchen. Sie bewohnen ein festes Revier, dessen Größe von Habitat und Gruppenform abhängt und bis zu 20 km2 betragen kann.
Indischen Languren kennen eine Reihe von Lauten zur Kommunikation, darunter ein dumpfer Schrei, der die Gruppe zusammenbringen soll, und ein Warnschrei vor Fressfeinden. Auch die gegenseitige Fellpflege spielt innerhalb der Gruppe eine wichtige Rolle, wird Grooming genannt und fördert das Sozialverhalten.

## Nahrung

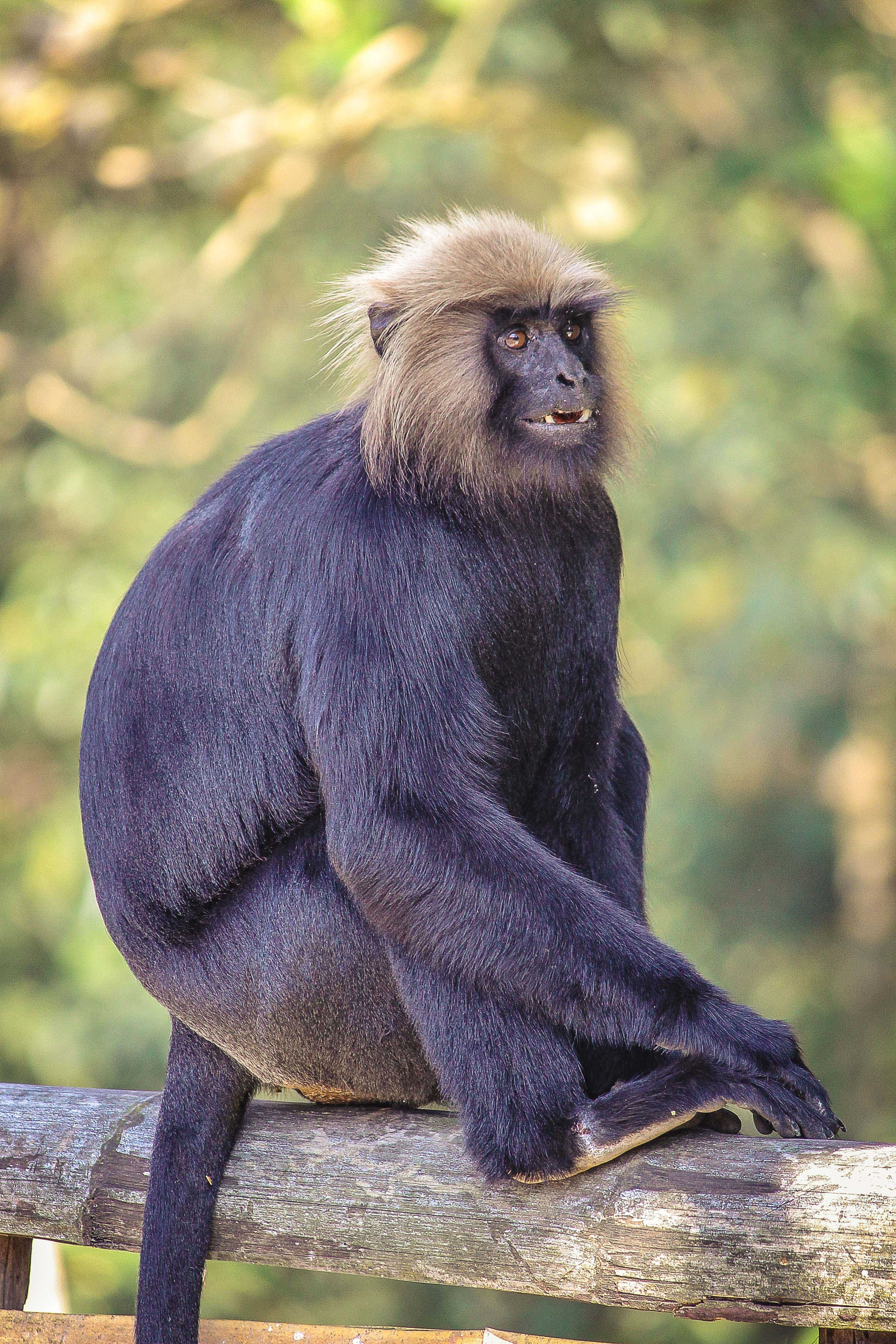
Nilgiri-Langur (S. johnii)

Indische Languren sind reine Pflanzenfresser. Den Hauptbestandteil ihrer Nahrung machen Blätter aus, daneben nehmen sie auch Früchte, Blüten und Samen zu sich. In menschlicher Nähe bedienen sie sich oft in Getreidefeldern. 
Ihr Magen ist in vier Kammern unterteilt, um die schwerverdauliche Zellulose zersetzen zu können, spezielle Bakterien im Magen helfen bei der Zersetzung der Bestandteile der Nahrung. Ihr Magen ähnelt denen der Wiederkäuer, ein schönes Beispiel für konvergente Evolution.

## Fortpflanzung
Rund alle zwei Jahre bringt das Weibchen ein Jungtier zur Welt, Zwillingsgeburten sind selten. Die meisten Jungtiere kommen zwischen Januar und März auf die Welt; im Hochgebirge verschiebt sich die bevorzugte Geburtszeit wegen des längeren Winters auf April bis Juni. Die Tragzeit beträgt rund 200 Tage. 
Neugeborene Tiere haben ein schwarzbraunes Fell und klammern sich zunächst an das Fell der Mutter. Wenn das Baby größer geworden ist, kümmern sich oft die anderen weiblichen Tiere der Gruppe um es, damit die Mutter in Ruhe nach Nahrung suchen kann. 
Nach rund zehn bis zwölf Monaten ist das Jungtier entwöhnt. Männchen verlassen anschließend die Gruppe, während Weibchen meist in ihrer Geburtsgruppe bleiben. Die Geschlechtsreife erreichen weibliche Tiere mit drei bis vier Jahren und männliche Tiere mit sechs bis sieben Jahren. Die Lebenserwartung beträgt in freier Wildbahn rund 20 Jahre, in menschlicher Obhut bis zu 25 Jahre.

## Systematik

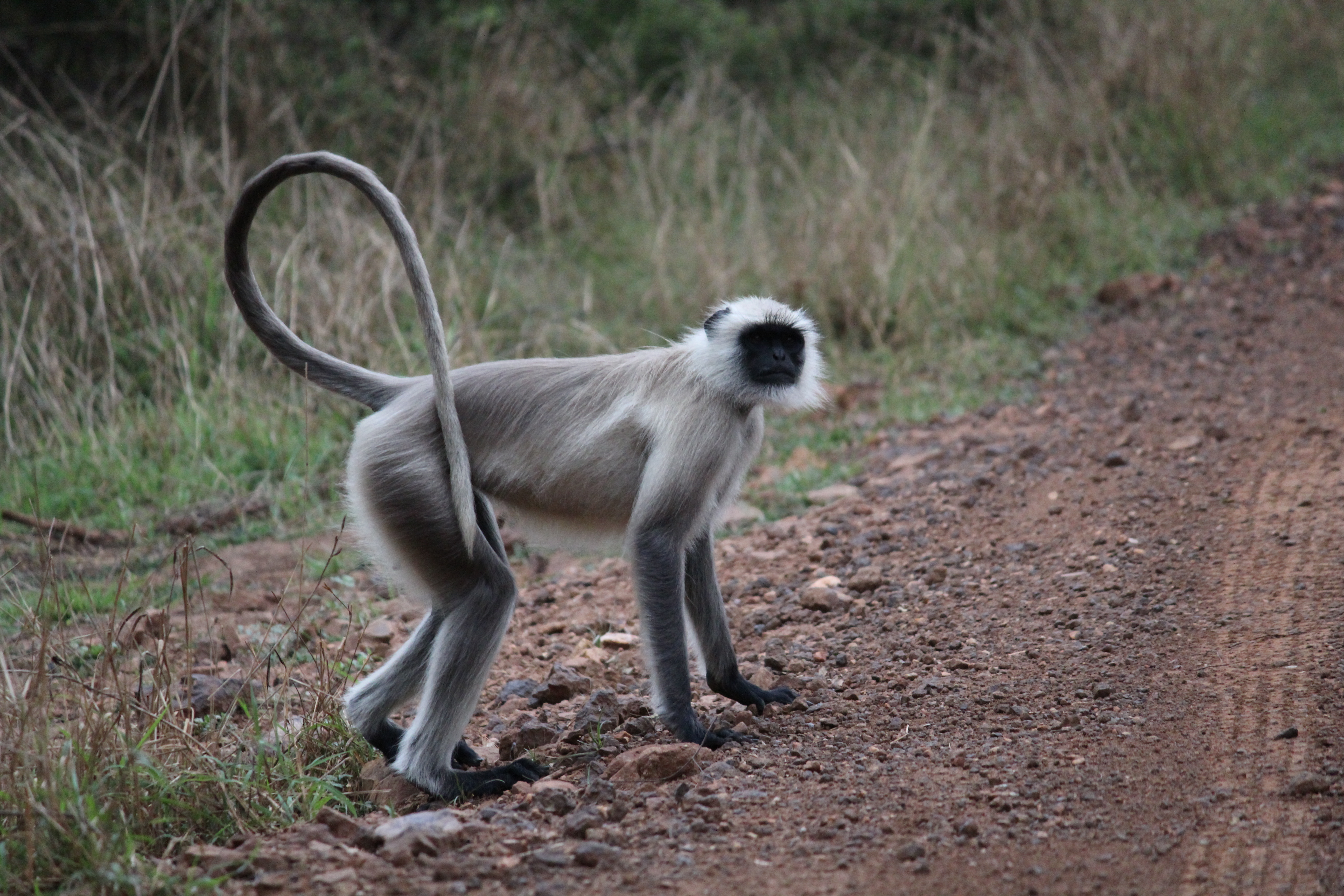
Ein Bengalischer Hanuman-Langur (S. entellus), ein Vertreter der nördlichen Gruppe mit nach vorn gebogenem Schwanz

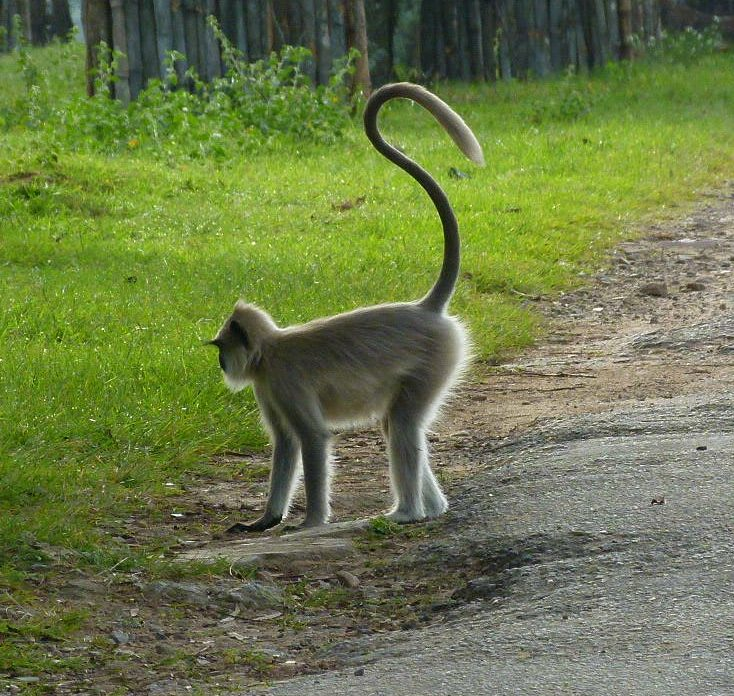
Ein Südlicher Hanuman-Langur (S. priam), ein Vertreter der südlichen Gruppe mit S-förmig gebogenem Schwanz

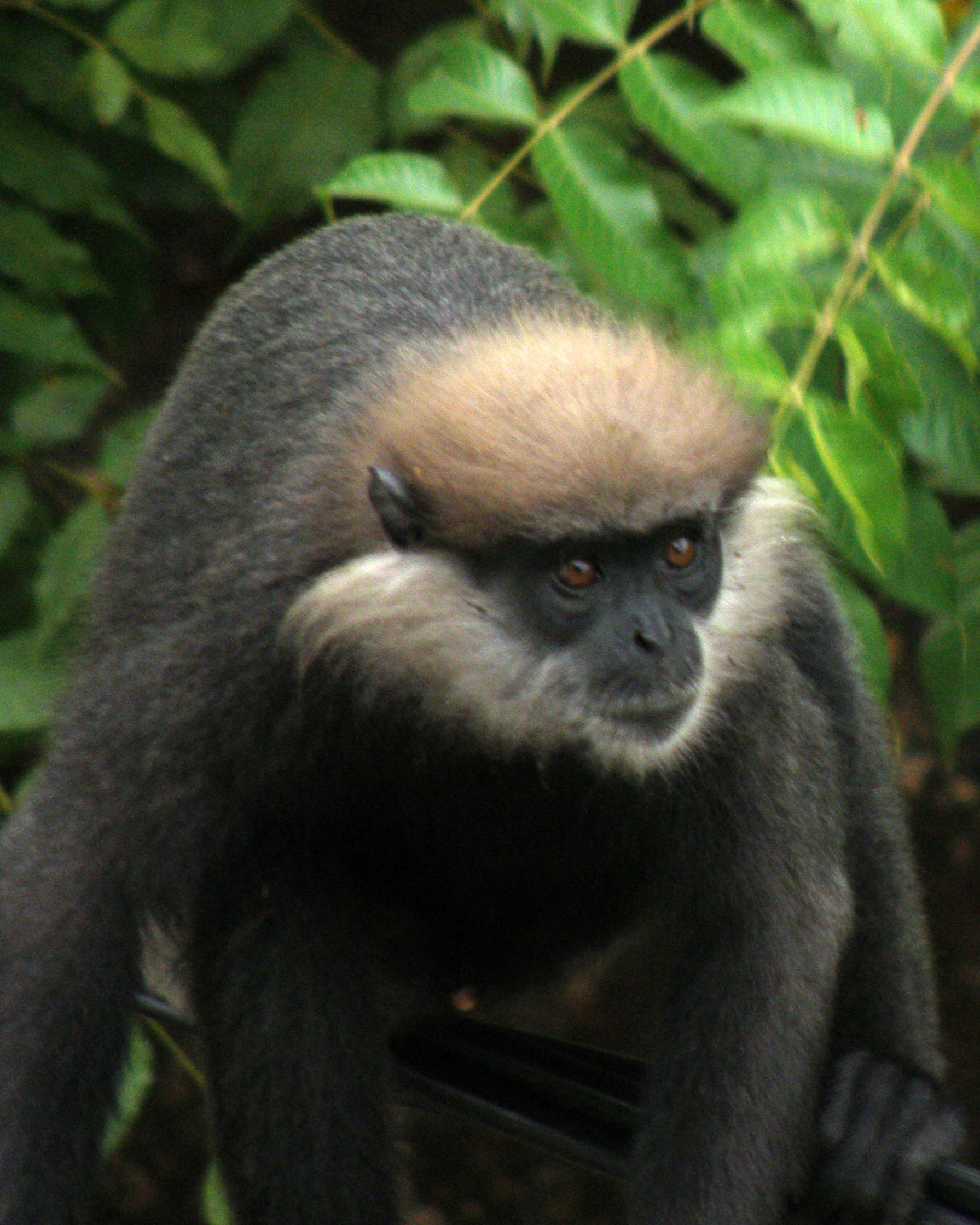
Weißbartlangur (S. vetulus)

Systematisch gehören die Indischen Languren zur Gruppe der Schlankaffen innerhalb der Familie der Meerkatzenverwandten (Cercopithecidae). Früher wurden alle grauen Hanuman-Languren zu einer einzigen Art zusammengefasst, heute werden sie in sechs Arten aufgeteilt, diese Aufteilung ist aber noch nicht allgemein anerkannt. 
Die Arten der Indischen Languren können in drei Gruppen zusammengefasst werden, die grauen Hanuman-Languren in eine nördliche Gruppe, bei der die Tiere beim Gang auf allen vieren den Schwanz erhoben und nach vorn gebogen tragen und eine südliche Gruppe, die ihren Schwanz dann S-förmig gebogen tragen. Dazu kommen noch zwei weitere Arten, die oft in eine Untergattung Kasi gestellt werden, die zwischen den Hanuman-Languren und den Haubenlanguren zu vermitteln scheint. Morphologische Gründe sprechen eher für eine Zugehörigkeit zu den Haubenlanguren, genetische eindeutig für eine Zuordnung zu den Indischen Languren.
Untergattung Hanuman-Languren (Semnopithecus)
- nördliche Gruppe
  - Der Kaschmir-Hanuman-Langur (Semnopithecus ajax) bewohnt ein kleines Gebiet in Himachal Pradesh und gilt als „vom Aussterben bedroht“ (critically endangered).
  - Der Bengalische Hanuman-Langur (S. entellus) ist weit verbreitet und kommt im östlichen Indien und in Bangladesch vor.
  - Der Tarai-Hanuman-Langur (S. hector) bewohnt ein kleines Gebiet am Fuß des Himalaya und wird von der IUCN als „stark gefährdet“ (endangered) gelistet.
  - Der Nepalesische Hanuman-Langur (S. schistaceus) lebt am Südhang des Himalaya in Nepal, Indien, Bhutan und dem südöstlichen Tibet.
- südliche Gruppe
  - Der Schwarzfüßige Hanuman-Langur (S. hypoleucos) ist in Südwestindien verbreitet.
  - Der Südliche Hanuman-Langur (S. priam) lebt im südlichen Indien sowie auf Sri Lanka.

Untergattung Violettgesichtige Languren (Kasi)
- Der Nilgiri-Langur (S. johnii) kommt im südlichen Indien, vorwiegend im Bereich der Westghats vor.
- Der Weißbartlangur (S. vetulus) ist mit vier Unterarten auf Sri Lanka endemisch.

## Hanuman-Languren und Menschen

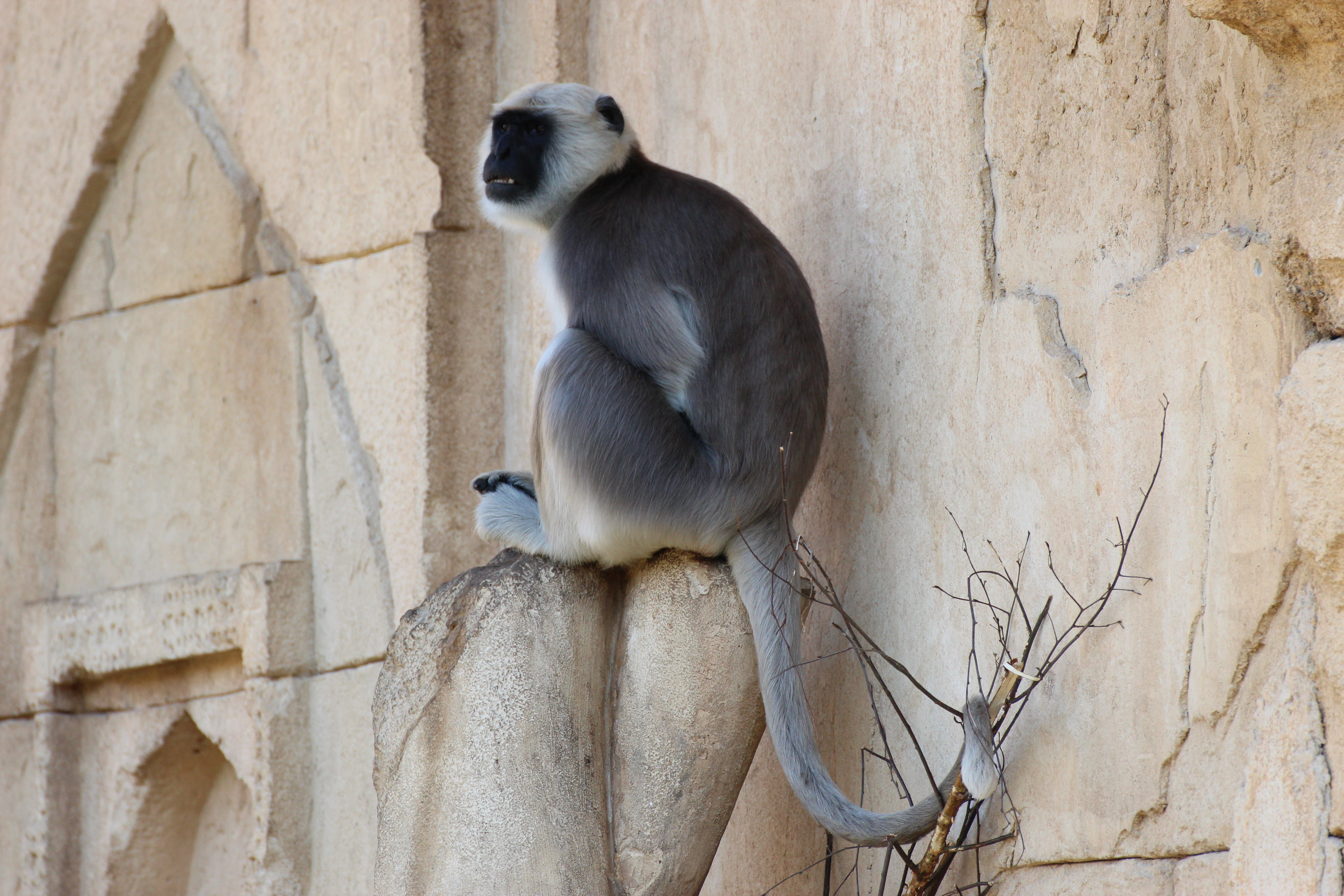
Hanuman-Langur im Zoo Hannover

In den Hanuman-Languren verkörpert sich nach der hinduistischen Mythologie der Affengott Hanuman, der heute zu den populärsten Hindu-Göttern gehört. Im Epos Ramayana wird beschrieben, wie der Affenkönig Sugriva ein Heer von Affen unter der Führung seines Ministers Hanuman entsendet, um dem Prinzen Rama dabei zu helfen, seine Gattin Sita aus den Fängen des Dämonenkönigs Ravana zu retten. Der Legende zufolge soll das schwarze Gesicht der Hanuman-Languren darauf zurückgehen, dass sich Hanuman, nachdem er Ravanas Hauptstadt Lanka in Brand gesetzt hatte, seinen brennenden Schwanz in den Mund steckte. Der wissenschaftliche Name Semnopithecus leitet sich vom Altgriechischen σεμνός semnós „ehrwürdig, ehrenwert, würdevoll“ und πίθηκος píthēkos „Affe“ ab. Drei Arten der Hanuman-Languren wurden nach Figuren aus der Ilias benannt, Semnopithecus ajax, S. hector und S. priam. 
Viele Arten von Hanuman-Languren haben sich an die Nähe des Menschen gewöhnt und kommen in der Nähe menschlicher Siedlungen vor. Tiere, die fernab des Menschen leben, sind heute aber zunehmend durch den Verlust ihres Lebensraumes bedroht, Wälder werden gerodet und Grasland in Ackerflächen und Viehweiden umgewandelt. 